# Aérodrome de Sanday
L'aérodrome de Sanday (code IATA : NDY • code OACI : EGES) est situé à 37 km au nord-est de l'aéroport de Kirkwall sur l'île de Sanday, Îles Orcades, en Écosse.
Sanday Aérodrome est doté d'une CAA Ordinaire de Licence (Numéro de P541) qui permet des vols pour le transport public de passagers ou de vol d'instruction tel qu'autorisé par le titulaire de la licence (Îles Orcades du Conseil). L'aérodrome n'est pas autorisé pour une utilisation de nuit.

## Situation

### Carte des aéroports d'Écosse
| Aberdeen Barra Benbecula Campbeltown Colonsay Dundee Eday Édimbourg Fair Isle Foula Glasgow Glasgow-Prestwick Inverness Islay Kirkwall North Ronaldsay Oban Papa Westray Sanday Stornoway Stronsay Sumburgh Tingwall Tiree Westray Wick |

### Carte des aéroports des Orcades
| Eday Islay North Ronaldsay Papa Westray Sanday Stronsay Westray Kirkwall |

## Compagnies aériennes et destinations
| Compagnies | Destinations       |
| ---------- | ------------------ |
| Loganair   | Kirkwall, Stronsay |